# Front Royal
Front Royal è una città degli Stati Uniti d'America della contea di Warren, nello Stato della Virginia.